# Dysphania regalis
Dysphania regalis är en fjärilsart som beskrevs av Butler 1880. Dysphania regalis ingår i släktet Dysphania och familjen mätare. Inga underarter finns listade i Catalogue of Life.